# Rivers Cuomo
Rivers Cuomo (New York, 13 juni 1970) is een Amerikaans zanger en gitarist, met name bekend als frontman van de alternatieve rockband Weezer.

## Biografie
Cuomo is van Italiaanse, Duitse en Engelse afkomst. Hij groeide op in de ashram Yogaville in Connecticut.
In 1987 startte hij een progressieve metalband genaamd Avant Garde. Deze band viel in 1990 uit elkaar. Cuomo en zijn band waren toen verhuisd naar Californië, waar hij drummer Patrick Wilson ontmoette. Samen met Wilson, Matt Sharper en Jason Cropper startte hij de band Weezer. Tijdens het opnemen van hun gelijknamige debuutalbum verliet Cropper de band en maakte hij plaats voor Brian Bell. Na het succes van het eerste album onderging Cuomo een pijnlijke operatie aan zijn benen, wat een grote invloed had op het serieuzere vervolgalbum Pinkerton uit 1996. Rond deze tijd begon hij zijn studie aan de Harvard-universiteit, waar hij in 2006 (cum laude) zijn Bachelor of Arts behaalde.
Naast Weezer heeft Cuomo drie soloalbums genaamd Alone opgenomen en collaboreerde hij met rapper B.o.B. in "Magic", zangeres Miranda Cosgrove in "High Maintenance" en rockband Simple Plan in "Can't Keep My Hands off You".

## Privéleven
Cuomo trouwde op 18 juni 2006 met de Japanse Kyoko Ito, die hij al sinds 1997 kende. In mei 2007 werd hun dochter geboren en in 2012 hun zoon.

## Discografie

### Albums
| Album met eventuele hitnotering(en) in de Nederlandse Album Top 100 | Datum van verschijnen | Datum van binnenkomst | Hoogste positie | Aantal weken | Opmerkingen |
| ------------------------------------------------------------------- | --------------------- | --------------------- | --------------- | ------------ | ----------- |
| Alone: The Home Recordings of Rivers Cuomo                          | 2007                  | -                     |                 |              |             |
| Alone II: The Home Recordings of Rivers Cuomo                       | 2008                  | -                     |                 |              |             |
| Not Alone - Rivers Cuomo and friends: Live at Fingerprints          | 2009                  | -                     |                 |              | Livealbum   |
| Alone III: The Pinkerton Years                                      | 2011                  | -                     |                 |              |             |

### Singles
| Single met eventuele hitnotering(en) in de Nederlandse Top 40 | Datum van verschijnen | Datum van binnenkomst | Hoogste positie | Aantal weken | Opmerkingen                                        |
| ------------------------------------------------------------- | --------------------- | --------------------- | --------------- | ------------ | -------------------------------------------------- |
| Magic                                                         | 2010                  | 13-11-2010            | 6               | 16           | met B.o.B / #29 in de Single Top 100 / Alarmschijf |

| Single met hitnotering(en) in de Vlaamse Ultratop 50 | Datum van verschijnen | Datum van binnenkomst | Hoogste positie | Aantal weken | Opmerkingen |
| ---------------------------------------------------- | --------------------- | --------------------- | --------------- | ------------ | ----------- |
| Magic                                                | 2010                  | 27-11-2010            | tip30           | -            | met B.o.B   |

- Bibliothèque nationale de France: cb15599163x (data)
- Gemeinsame Normdatei: 135026865
- International Standard Name Identifier: 0000 0000 5524 5743
- Library of Congress Control Number: n2002075434
- MusicBrainz: 87b6344f-c874-49ce-a8b3-e467ed6e05d0
- Virtual International Authority File: 140149106228368491838